# Сент Марис (Ајдахо)
Сент Марис (енгл. St. Maries) град је у америчкој савезној држави Ајдахо.

## Демографија
По попису из 2010. године број становника је 2.402, што је 250 (-9,4%) становника мање него 2000. године.
| Група             | 2000.         | 2010.         |
| Белци             | 2.510 (94,6%) | 2.277 (94,8%) |
| Афроамериканци    | 0 (0,0%)      | 7 (0,3%)      |
| Азијати           | 3 (0,1%)      | 14 (0,6%)     |
| Хиспаноамериканци | 44 (1,7%)     | 38 (1,6%)     |
| Укупно            | 2.652         | 2.402         |